# Chromatoiulus genezarethanus
Chromatoiulus genezarethanus är en mångfotingart som först beskrevs av Karl Wilhelm Verhoeff 1923.  Chromatoiulus genezarethanus ingår i släktet Chromatoiulus och familjen kejsardubbelfotingar. Inga underarter finns listade i Catalogue of Life.